# Voladora

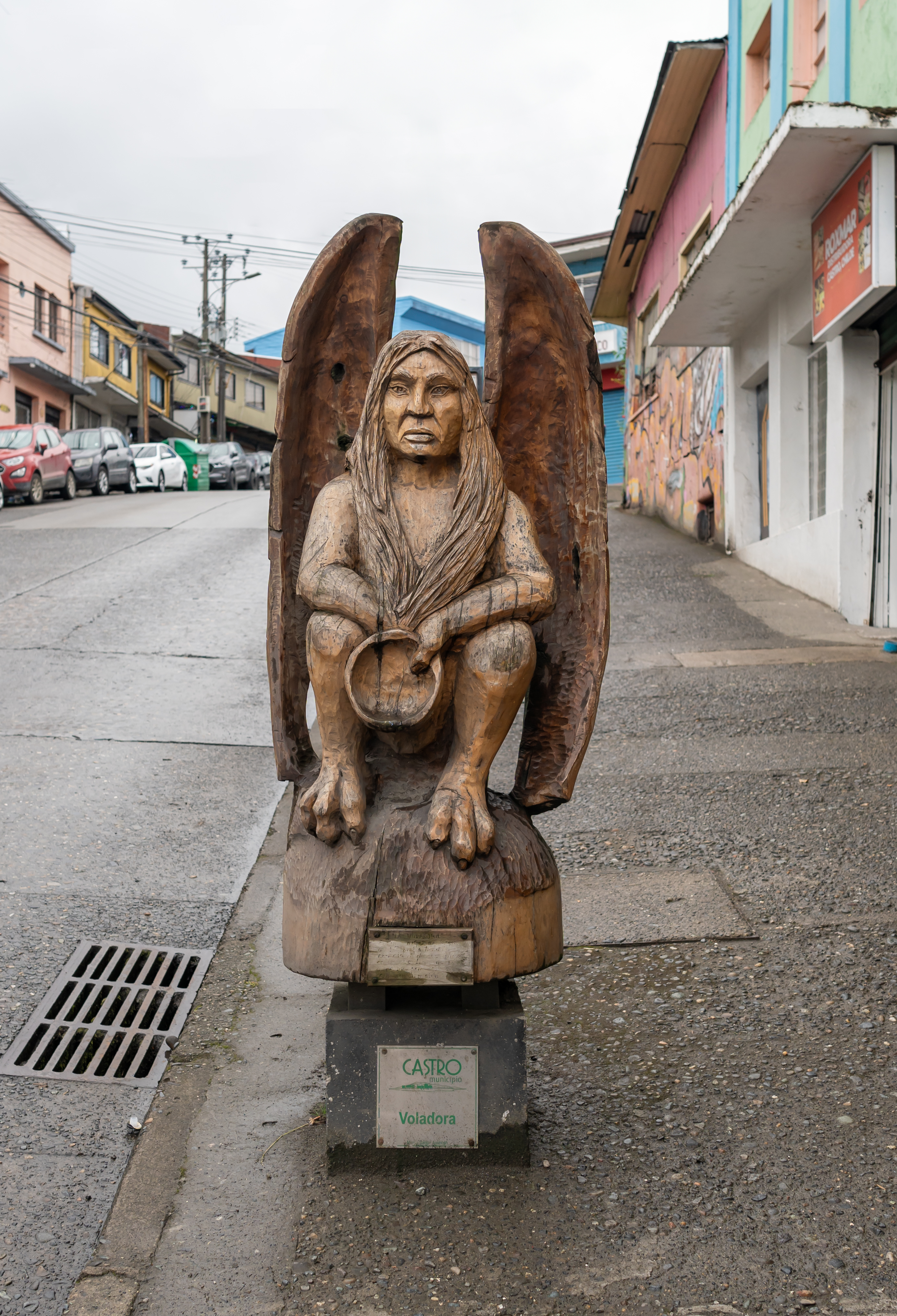
Escultura de la Voladora en Castro

La Voladora es una mujer con ciertas cararterísticas mágicas, que está presente en la mitología chilota.

## Descripción
Las Voladoras se describen como un tipo de mujeres que participan en las actividades de la brujería de Chiloé, y que tienen el don de transformarse en un ave. La Voladora se caracteriza por ser una ayudante de los Brujos de Chiloé.

## Mito
En Chiloé se cuenta  que los brujos que habitarían en el archipiélago de Chiloé, utilizan a ciertas mujeres como ayudantes y mensajeras; a las que se denominan Voladoras. Como Voladora, generalmente sería elegida una hija de brujos, o una mujer leal a ellos; a la cual se le enseñaría algunas artes mágicas. A diferencia de los brujos, ellas son de un rango menor; y debido a ello a la Voladora no se le permite participar en todas las actividades relacionadas con la brujería, y muchos de sus secretos le están vedados.
Entre las funciones que debe realizar una Voladora, se encuentra la de ser correo de los brujos, llevando mensajes dentro de la comunidad de brujos y a personas relacionados con ellos. Suele anunciar desgracias, lleva  el Duam (Mensaje de vida o muerte de que dan los brujos), y tiene el permiso de matar a la persona que no cumple algún ofrecimiento que se le hizo, con tal que dicho ofrecimiento haya sido hecho mientras andaba en sus funciones como Voladora.

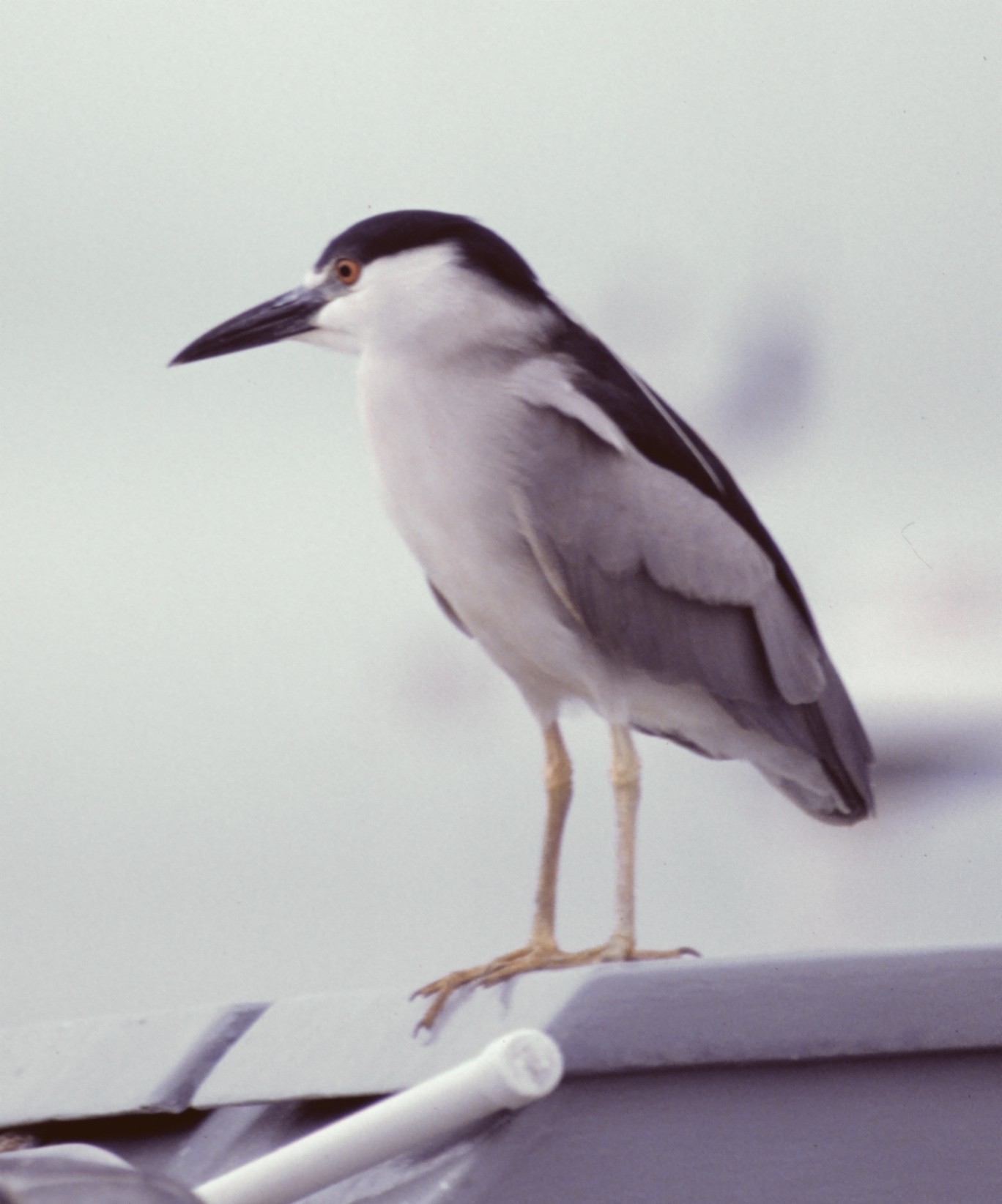
Nycticorax nycticorax, la gauda, huairavo o martinete común es la principal ave que la leyenda considera ser la Voladora mientras está convertida en pájaro.

Una Voladora, como lo indica su nombre, tiene la capacidad de volar para realizar su trabajo; pero a diferencia del Brujo que puede utilizar su chaleco "macuñ" para volar, ella debe obligadamente pasar por un proceso de transformación para convertirse en una ave. Principalmente, se transformaría en una gauda o bauda (Nycticorax nycticorax), pájaro de hábitos crepusculares que se encuentra en ambientes húmedos, o marinos; aunque también se dice que se transformaría en otras aves, como la garza, cututa, cuervo de mar.